# Medium Cool
Pour plus de détails, voir Fiche technique et Distribution.
Medium Cool est un film américain réalisé par Haskell Wexler et sorti en 1969.
Le film combine des éléments réels et des éléments de fiction.

## Synopsis
John Cassellis est un reporter pour la télévision. Ses sujets traitent de la violence dans les ghettos et des tensions raciales. Quand il découvre que la chaîne pour laquelle il travaille aide le FBI grâce aux cassettes de ses reportages, il proteste et est renvoyé.

## Fiche technique
- Réalisation : Haskell Wexler
- Scénario : Haskell Wexler
- Lieu de tournage : Chicago
- Production : H & J
- Musique : Mike Bloomfield
- Montage : Verna Fields
- Durée : 111 minutes
- Date de sortie : 27 août 1969

## Distribution
- Robert Forster : John Cassellis
- Verna Bloom : Eileen
- Peter Bonerz : Gus
- Marianna Hill : Ruth
- Harold Blankenship : Harold
- Charles Geary : Harold's Father
- Sid McCoy : Frank Baker
- Robert McAndrew : Pennybaker
- Marrian Walters : Social Worker
- Beverly Younger : Rich Lady
- Edward Croke : Plain-clothesman
- Doug Kimball : Newscaster
- Peter Boyle : Gun Clinic Manager
- China Lee

## Nominations et récompenses
- Nommé lors des Directors Guild of America
- Grand prix du festival international de Mannheim-Heidelberg
- Sélectionné dans le National Film Registry